# 갓타 (아오모리시)
갓타(勝田)는 일본 아오모리현 아오모리시에 속한 지명이다. 현 행정지명은 갓타 1정목 및 갓타 2정목. 우편번호는 030-0821이며, '가쓰타'라고도 발음한다. 